# Kazbek
Kazbek (gruzijski:  ყაზბეგი, osetski: Сæна (Sæna), rus. Казбек, čečenski: Башлам) je planinski vrh, ugasli stratovulkan i jedan od većih vrhova gorja Kavkaza. Treća je po veličini planina u Gruziji te sedmi po veličini kavkaski vrh. Ime mu, prevedno s gruzijskog, znači ledena planina. Smješten je u lancu Khokh koji se proteže južno od Velikog Kavkaza. Područje oko planine je seizmički vrlo aktivno, a oko planine ima par geotermalnih izvora. Kazbek je ugasli stratovulkan koji je zadnju erupciju imao 750. pr. Kr. Na njegovim obroncima ima par ledenjaka koji svi skupa zauzimaju površinu od oko 135 kilometara četvornih.
Kazbek se spominje i u gruzijskim legendama kao mjesto gdje je bio okovan Amirani, pandan grčkom Prometeju. U pećinama pravoslavni svećenici, prema predaji, čuvaju Abrahamov šator i jaslice od Isusa Krista.

## Vanjske poveznice
- Kazbek on Peakware  Arhivirana inačica izvorne stranice od 10. prosinca 2006. (Wayback Machine) - photos
- Mount Kazbek Solo Climb 2008  Arhivirana inačica izvorne stranice od 19. svibnja 2011. (Wayback Machine)
- Mountain House close to Mount Kazbek  Arhivirana inačica izvorne stranice od 15. lipnja 2013. (Wayback Machine)
- Mountaineering tours to Kazbek  Arhivirana inačica izvorne stranice od 20. rujna 2017. (Wayback Machine)